# Bođucu
Bođucu, (jap.: 棒術; Bōjutsu), japanska borilačka vještina u kojoj se koristi štap bo.

## Vanjske povezice
- Bōjutsu